# Экинёзю
Экинёзю (тур. Ekinözü) — город и район в провинции Кахраманмараш (Турция).

## История
Люди жили в этих местах с древнейших времён. Впоследствии город входил в состав разных государств; в XVI веке он попал в состав Османской империи.
6 февраля 2023 года днём стал эпицентром землетрясения, магнитудой 7,5.